# Bellota modesta
Bellota modesta is een spinnensoort in de taxonomische indeling van de springspinnen (Salticidae).
Het dier behoort tot het geslacht Bellota. De wetenschappelijke naam van de soort werd voor het eerst geldig gepubliceerd in 1946 door Arthur Merton Chickering.